# 후지무라 도모미
후지무라 도모미(일본어: 藤村 智美, 1978년 5월 30일 ~ )는 일본의 은퇴한 여자 축구 선수이다.

## 국가대표팀 경력
그녀는 1997년 6월 15일 중국과의 경기에서 일본 국가대표팀에 데뷔했다. 1999년과 2001년 AFC 여자 축구 선수권 대회에도 출전했다. 2001년 AFC 여자 축구 선수권 대회 준우승. 그녀는 2002년까지 국제 A매치 20경기에 출전하여 1득점을 넣었다.

## 통계
| 일본 | 일본 | 일본 |
| 연도 | 출전 | 득점 |
| ---- | ---- | ---- |
| 1997 | 1    | 0    |
| 1998 | 0    | 0    |
| 1999 | 6    | 0    |
| 2000 | 6    | 0    |
| 2001 | 4    | 1    |
| 2002 | 3    | 0    |
| 통산 | 20   | 1    |